# Thu Tà
Thu Tà là một xã thuộc huyện Xín Mần, tỉnh Hà Giang, Việt Nam.

## Địa lý
Xã Thu Tà có vị trí địa lý:
- Phía đông giáp huyện Hoàng Su Phì và xã Trung Thịnh
- Phía tây giáp xã Cốc Rế
- Phía nam giáp xã Quảng Nguyên và xã Chế Là
- Phía bắc giáp xã Trung Thịnh.

Xã Thu Tà có diện tích 27,76 km², dân số năm 2019 là 2.836 người, mật độ dân số đạt 102 người/km².

## Hành chính
Xã Thu Tà được chia thành 8 thôn, bản: Pạc Thay, Lùng Chúng, Pạc Phai, Ngài Thầu, Hồ Thầu, Ngài Trố, Nàng Vạc, Nàng Cút.

## Lịch sử
Trước đây, Thu Tà là một xã thuộc huyện Hoàng Su Phì.
Ngày 15 tháng 12 năm 1962, Hội đồng Chính phủ ban hành Quyết định 211/1962/QĐ-CP về việc chia xã Trung Thịnh thành xã Trung Thịnh và Thu Tà.
Ngày 1 tháng 4 năm 1965, Hội đồng Chính phủ ban hành Quyết định số 49-CP về việc thành lập huyện Xín Mần trên cơ sở tách xã Thu Tà thuộc huyện Hoàng Su Phì.